# Joseph Alessandro
Joseph Alessandro OFMCap (* 30. November 1944 in Pawla, Malta) ist ein maltesischer Ordensgeistlicher und emeritierter römisch-katholischer Bischof von Garissa in Kenia.

## Leben
Joseph Alessandro trat der Ordensgemeinschaft der Kapuziner bei, legte am 30. September 1962 die erste und am 30. September 1966 die ewige Profess ab. Er empfing am 20. Dezember 1969 die Diakonenweihe und am 5. April 1970 die Priesterweihe.
Papst Benedikt XVI. ernannte ihn am 29. Juni 2012 zum Koadjutorbischof von Garissa. Die Bischofsweihe spendete ihm der Erzbischof von Nairobi, John Kardinal Njue, am 29. September desselben Jahres. Mitkonsekratoren waren der Erzbischof von Malta, Paul Cremona OP, und der Bischof von Garissa, Paul Darmanin OFMCap.
Mit der Annahme des altersbedingten Rücktritts Paul Darmanins am 8. Dezember 2015 trat er dessen Nachfolge als Bischof von Garissa an.
Papst Franziskus nahm am 17. Februar 2022 seinen altersbedingten Rücktritt an.